# V-Mail
Das V-Mail-System (für Victory-Mail) oder Airgraph-System war ein Luftpost-Dienst der amerikanischen und britischen Streitkräfte während des Zweiten Weltkrieges.
Die erste Strecke zwischen Kairo und London wurde am 21. April 1941 eröffnet. Das ursprünglich britische System wurde im Jahr darauf, am 15. Juli 1942, unter dem neuen Namen V-Mail, für die amerikanischen Kräfte übernommen. Airgraph wie V-Mail fanden bis zur Einstellung bei Kriegsende Anwendung und wurden durch Aufnahme neuer Strecken und Länder erweitert.

## Methode
Große Mengen der auf speziellen Formularen geschriebenen Nachrichten aus Übersee wurden auf Mikrofilm verkleinert, per Luftfracht transportiert und anschließend, nahe dem Empfänger, vergrößert und mittels Post zugestellt. Die Vergrößerung auf speziellem, leichtem Photopapier hatte etwa 1/4 der Größe der Originalnachricht. Beim Formular diente der gefaltete Nachrichtenträger zugleich als Umschlag (vgl. Aerogramm), der einfach gehaltene Umschlag der Vergrößerung hatte ein Sichtfenster.
Die Schmalfilmspulen (16 mm, 100 ft.) mit den auf fingernagelgröße reduzierten Briefen erlaubten es, große Mengen Post per Flugzeug wirtschaftlich auch über große Strecken und in Kriegszeiten zu handhaben, was beim Gewicht und Volumen regulärer Post nicht oder nur mit ungleich größerem Aufwand möglich gewesen wäre. Der Postzensur und alliierten Abwehr ersparte es zudem die Suche nach Mikropunkten und unsichtbaren Tinten. Klagen gab es allerdings über den im Formular eher reduzierten Platz für die eigentliche Nachricht im Vergleich zum regulären Brief.
Nach einer Rechnung des National Postal Museums reduzierte das System 37 Postsäcke mit rund 150.000 Briefen (je eine Seite) und einem Gesamtgewicht von 2.575 Pfund (1168 kg) auf eine einzige Lieferung mit einem Gewicht von rund 45 Pfund (20,4 kg).
Das im Vergleich zur Schiffs- und Landbeförderung sehr zeitsparende System ergänzte die Luftpost, das Aufkommen der regulären Post blieb allerdings größer. Transportverluste konnten durch die Verfilmung theoretisch ersetzt werden.